# ラッド博士の論文集
『ラッド博士の論文集』（ラッドはかせのろんぶんしゅう、The Treatises of Dr. Rudd）は、大英図書館所蔵のハーリー手稿6481から6486までの6巻で構成される一連の文献に対して錬金術研究家アダム・マクリーンの付けた仮称である。魔術・錬金術・薔薇十字文献を集成したこの文書は、1699年から1710年代にかけて、ピーター・スマートなる人物の作った手稿本である。本文書のいくつかの論文に名前が登場するラッドなる人物は、この文書によって知られるのみで、ラッド博士という通称以外いっさい謎に包まれている。フランシス・イェイツの示唆するところ、1651年にジョン・ディーによるユークリッド幾何学原論の『数学的序論』を出版した17世紀の軍事技師トーマス・ラッド（1583/4年-1656年）と同一人物の可能性がある（生没年と職業はオックスフォード英国人名事典による）。アダム・マクリーンは、ラッド博士はジョン・ディーの息子で錬金術を研究したアーサー・ディーの仲間であったかもしれないと述べている。マクリーンはまた、本文書のオリジナルはラッド博士周辺のオカルティストたちのグループの私的なメモや内輪向けの参考書であった可能性があり、写本作者のピーター・スマートもその一員だったのではないかと推察している。A・E・ウェイトは、ラッド博士はピーター・スマートのでっちあげた名ではないかと疑ったが、魔術研究家のスティーヴン・スキナー＆デイヴィッド・ランキンは、ラッド博士とは前述のトーマス・ラッドのことであり、実在の人物であったと考えている。本文書とは別に、ラッド博士によるヘブライ語文法やユダヤ人を擁護する文書もハーリー・コレクションには収められている。

## 構成
MS6481
精霊の奇しき下降と上昇についてのラッド博士の論文、後半は薔薇十字的錬金薬について。
MS6482
ラッド博士の天使魔術論。
MS6483
「悪霊の書もしくはゴエティア」と題して「レメゲトン」を収録。1712年から1713年に作られたもので、現存する「レメゲトン」の古写本の中でも比較的新しいものである。この写本には72の魔神の印章だけでなく、それと対になる72の天使の印章が掲載されている。これは他のレメゲトンの写本にはない特徴である。スキナー＆ランキンは、72の天使の印章はトーマス・ラッドによって付け加えられたものか、さもなくば、72の天使の印章はすでに散逸した初期の写本もしくは先行文献にはあったもので、現存する写本の中でこの写本だけがそれを残しているのかもしれないと指摘している。
スキナー＆ランキンはまた、レジナルド・スコットの『魔女術の発見』に入っている「悪魔の偽王国」の英訳には、これは1570年にT.R.という人物が作った羊皮紙写本である、という旨の追記があることに着目している。これは「悪魔の偽王国」出版の十数年前に稿本を見て英訳した人物がいたことを示しているとして、イニシャルと年代からT.R.とはトーマス・ラッドと同名の父ではなかったかという仮説を立て、ゴエティアの72の魔霊は「悪魔の偽王国」を通じてラッド家に伝えられた知識に由来している可能性があるとしている。
MS6484
ペルシア人のタリスマン的彫刻についてのラッド博士の論文。
MS6485
薔薇十字的錬金術に関するいくつかの文書を収める。
MS6486
「クリスチャン・ローゼンクロイツの化学の結婚」の英訳。

## 天使魔術論
MS6482は天使魔術と鬼神学に関する文書である。アダム・マクリーンはこれを底本とした『天使魔術論』（A Treatise on Angel Magic）を編集し、1982年に出版した。本書はエノク表と呼ばれる七惑星に対応する七つの神秘的図表を掲載している。この表は1657年に出版されたメリク・カゾーボンの『ジョン・ディー博士と精霊たちの真にして嘘偽りなき関係』に掲載された「聖なる表」の中に配された七つのタリスマンと同じものである。ラッド博士の表はカゾーボンのものと異なり細部まで詳細に描かれており、そのいくつかにはさまざまな天使・デーモンの名が書き込まれているのが見て取れる。別の箇所ではこれらの精霊の61体をソロモンの使役した善霊と悪霊として列挙し、その特徴を簡単に述べている。この天使・精霊のリストは「レメゲトン」に登場する72の悪霊のリストとかなりの数が重複している。この一連の天使・デーモンはフレッド・ゲティングズの『悪魔の事典』で取り上げられ、「エノクのデーモン」の項目で紹介されている。それらは旧約外典ないし偽典の「エノク書」が近代に再発見される前に形成されたものであり、「エノク書」に記された堕天使とは異なる。しかしゲティングズは、それらの精霊の背景には、古代の「エノク書」に発する堕天使に関する断片的な伝承があるとみなし、「エノクのデーモン」の二次的グループに分類している。
1. アマイモン（Amaimon）
2. アテル（Atel）
3. アスモダイ（Asmodai）
4. アスタロト（Astaroth）
5. バライ（Balay）
6. バリデト（Balidet）
7. バベル（Babel）
8. バルバロト（Barbarot）
9. バエルファレス（Baelphares）
10. ボノハム（Bonoham）
11. バエル（Bael）
12. バルバトス（Barbatos）
13. バキエル（Baciel）
14. バカナエル（Bachanael）
15. ビレト（Bilet）
16. バティン（Bathin）
17. バラム（Balam）
18. ビフロンス（Bifrons）
19. ボティス（Botis）
20. ベリアル（Belial）
21. ベリト（Berith）
22. ブエル（Buer）
23. ブネ（Bune）
24. カイム（Caim）
25. ビレト（Bileth）
26. キメリエス（Cimeries）
27. カムエル（Camuel）
28. カスピエル（Caspiel）
29. コミエル（Chomiel）
30. ダエミエル（Daemiel）
31. ダマエル（Damael）
32. ダブリエル（Dabriel）
33. ディリエル（Diriel）
34. ダルクイエル（Darquiel）
35. フリアグネ（Friagne）
36. フォルカロル（Forcalor）
37. フルカス（Furcas）
38. ガアプ（Gaap）
39. ゲモリ（Gemori）
40. グラキア・ラボラス（Glacia Labolas）
41. ガミギン（Gamigin）
42. ガルデル（Galdel）
43. ガブリエル（Gabriel）
44. ヒニエル（Hiniel）
45. ミカエル（Michael）
46. マルコシアス（Marchosias）
47. マスガブリエル（Masgabriel）
48. マトゥイェル（Matuyel）
49. マティエル（Mathiel）
50. ミトラトン（Mitraton）
51. マエル（Mael）
52. ムルムル（Murmur）
53. ネラパ（Nelapa）
54. オセ（Ose）
55. パイモン（Paimon）
56. ラフメル（Rahumel）
57. ラファエル（Raphael）
58. シトリ（Sitri）
59. ヴァレフォル（Valefor）
60. ヴァラク（Valac）
61. ヴアル（Vual）